# S.F.I.
S.F.I.（英語：Saturday Football International），是台灣的一支半職業足球隊，曾經參加台灣乙級足球聯賽，於2024年賽季沒有報名參賽。

## 球隊歷史
Saturday Football原為柏瑞喬於20幾年前在台北歐洲學校成立的足球俱樂部，由柏瑞喬自己擔任總教練，直至2018年5月晉升為董事長。2018年夏天，Saturday Football因故脫離台北歐洲學校。之後經過一番努力，柏瑞喬使台北體育場成為球隊的落腳處。2018年9月1日成為SFI在2018-2019賽季，以國際性獨立足球俱樂部自居的第一天。
2020年首度挑戰台灣企業甲級足球聯賽，參與其資格賽，最終以0：1輸給紅獅FC。落敗後進入新成立的台灣乙級足球聯賽。
參與台乙的第一個賽季中，受疫情影響，導致幾位已簽約球員未能進入台灣完成註冊，以致於上半賽季7場中只取得2勝1平4敗的成績，但在經過季中台灣邊境有條件開放以及球員上的大幅度更動，下半賽季7場中獲得5勝1平1敗的耀眼成績。最終獲得第四名的成績，將於2021年持續挑戰台乙。
2021年12月18日在企甲和台乙的升降級賽中以3：0敗給銘傳大學，下個賽季將繼續征戰台乙。

## 外部連結
- Saturday Football International（页面存档备份，存于）